# Sanguszko

Das Adelswappen der Fürstenfamilie Sanguszko, Wappengemeinschaft Litauischer Vytis (Pogoń)

Sanguszko ist der Name eines polnischen Hochadelsgeschlechts litauischer Herkunft. Die weibliche Form des Namens lautet Sanguszko(wa).

## Geschichte
Die Sanguszkos stammen aus dem ehemaligen Großfürstentum Litauen und zählen zu den Gediminiden. Als Stammvater der Sanguszko-Dynastie gilt der Sohn von Fürst Fiodor und Enkel des Großfürsten Algirdas, Fürst Sanguszko Fedkowicz († nach 1454), von dessen Vornamen sich die Bezeichnung der Dynastie ableitet. Die Sanguszkos standen zum Königs- und Großfürstengeschlecht der Jagiellonen in naher verwandtschaftlicher Beziehung, deren beider Stammvater Großfürst Gediminas war. In weiblicher Linie sind sie mit dem Haus des Ruriks verwandt. 
Als Stammgebiet der Sanguszkos galt Wolhynien in der heutigen Ukraine, wo sie beträchtliche Vermögenswerte hatten, die im Lauf der Zeit um Ländereien und Städte in Podolien und in Kleinpolen erweitert wurden. An der Wende vom Mittelalter zur Neuzeit, teilte sich das Haus Sanguszko in zwei Linien auf:
- Die Koszyrski-Linie (Haus Sanguszko-Koszyrski), begründet durch Fürst Michał († um 1491), starb mit Fürst Adam Aleksander Sanguszko († 1653) im Mannesstamm aus.
- Die Kowelski-Linie (Haus Sanguszko-Kowelski), begründet durch Fürst Aleksander († um 1511), benannt nach Kowel, existiert bis heute, gegenwärtig einziger Namensträger ist Fürst Paul (* 1973), wohnhaft in São Paulo.

Der jeweilige Fürst Sanguszko hatte einen erblichen Sitz im Herrenhaus des Kaisertums Österreich inne.

## Besitzungen

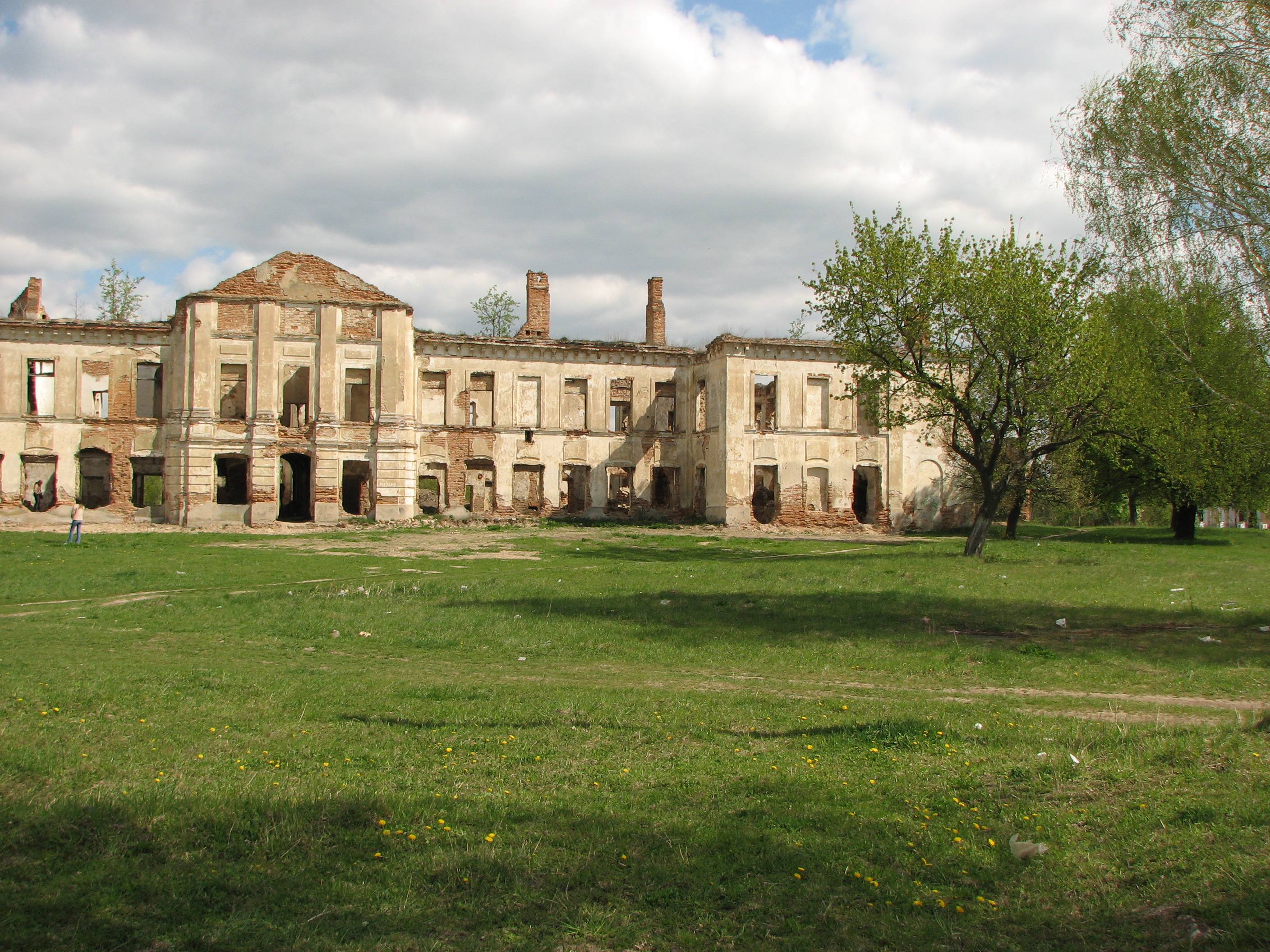
Schloss Isjaslaw
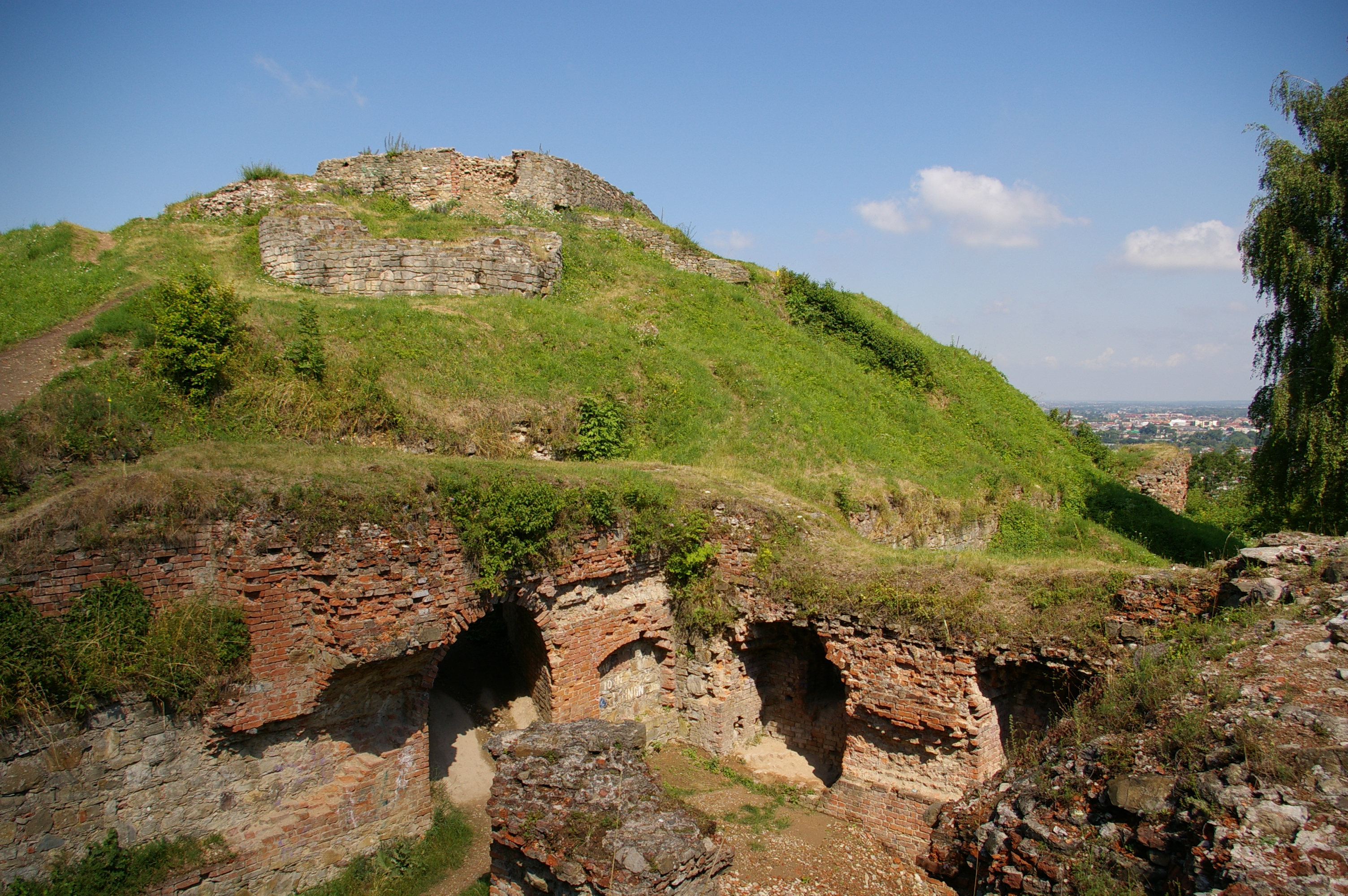
Burg Tarnów
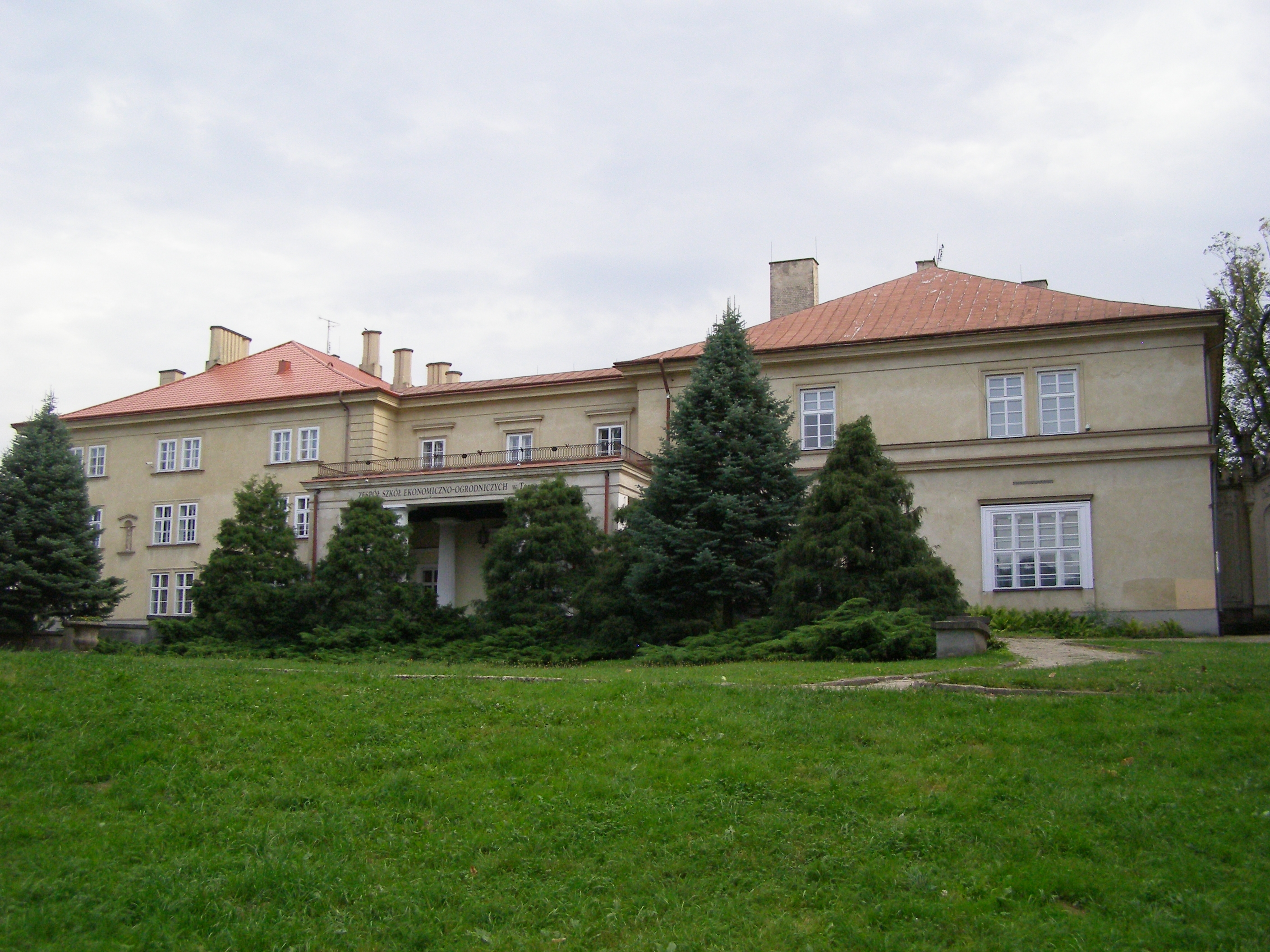
Schloss Gumniska
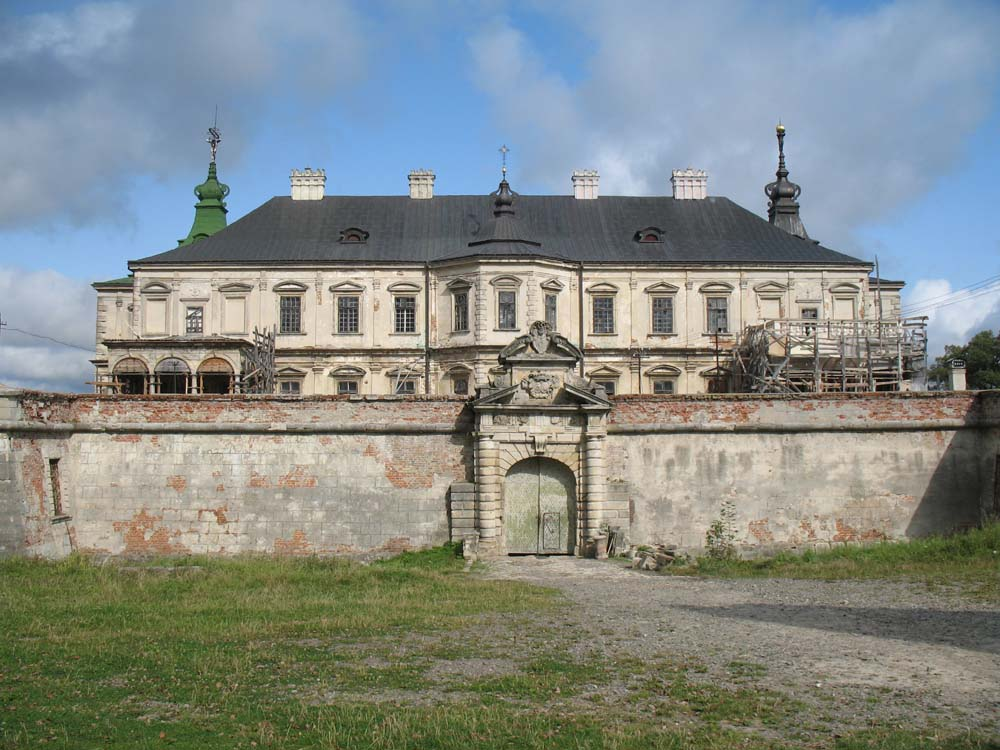
Schloss Podhorce
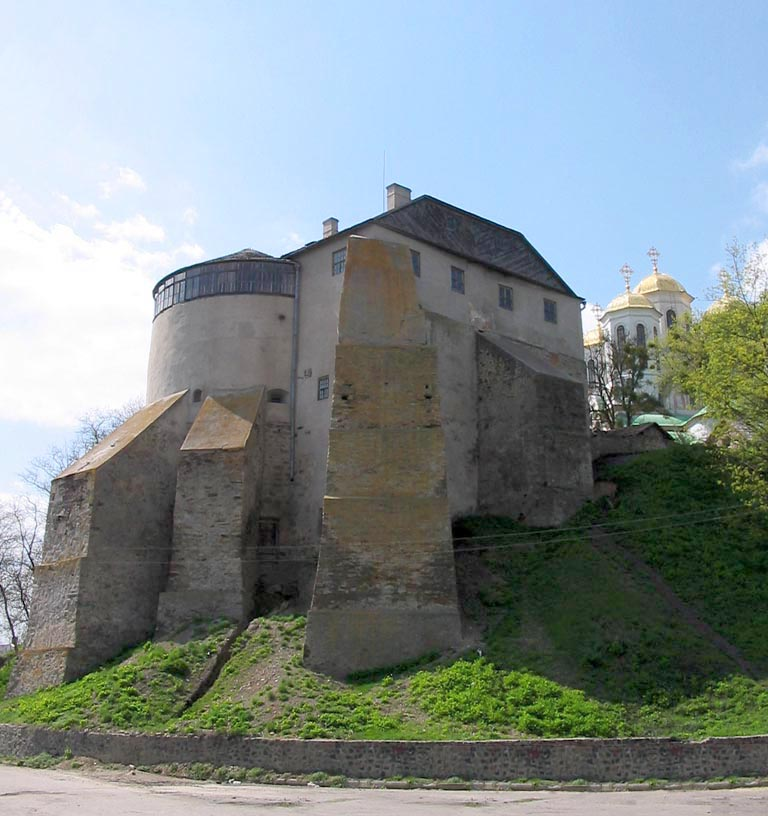
Schloss Ostroróg (deutsch: Schloss Scharfenort)
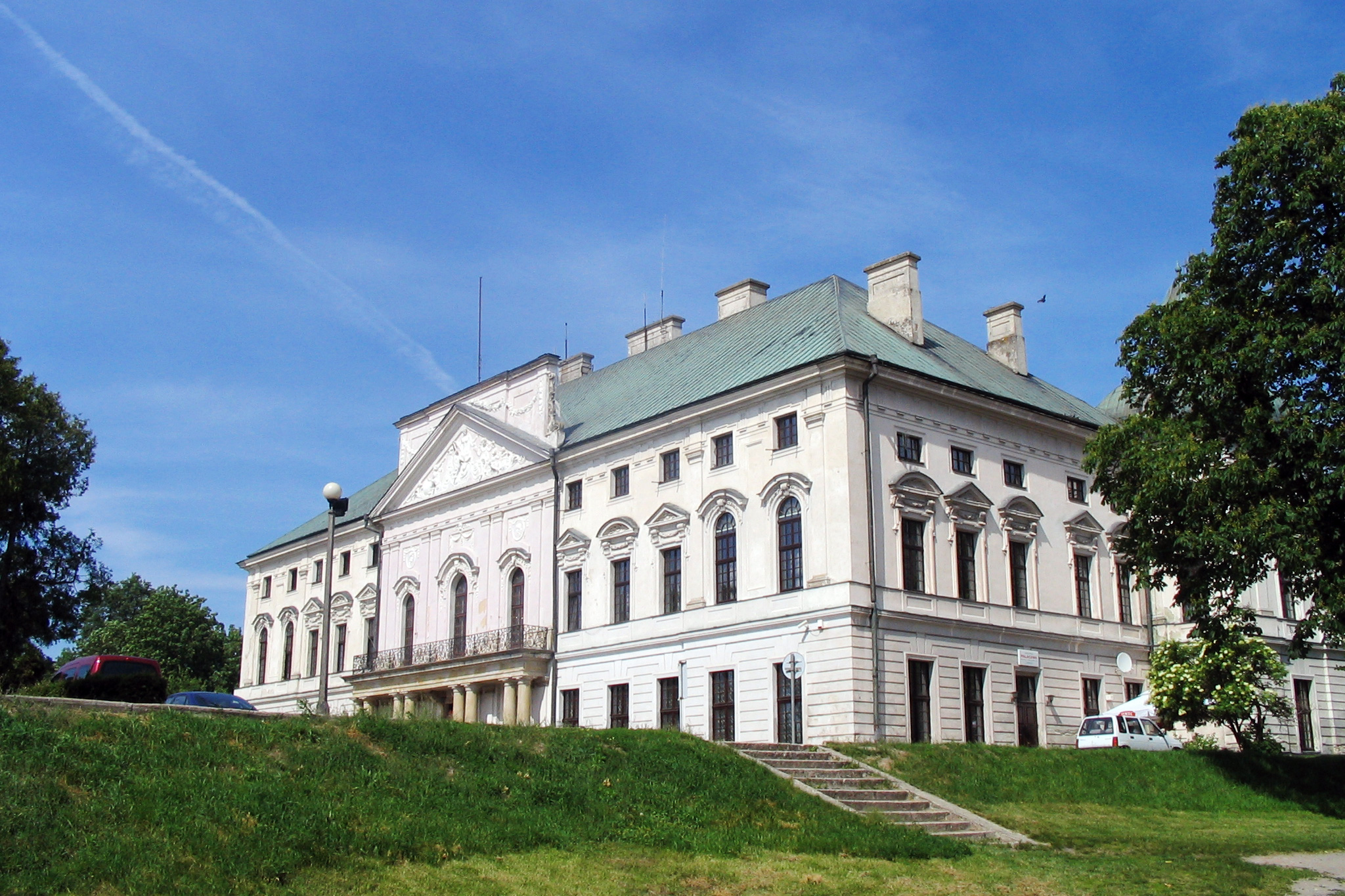
Schloss Lubartów
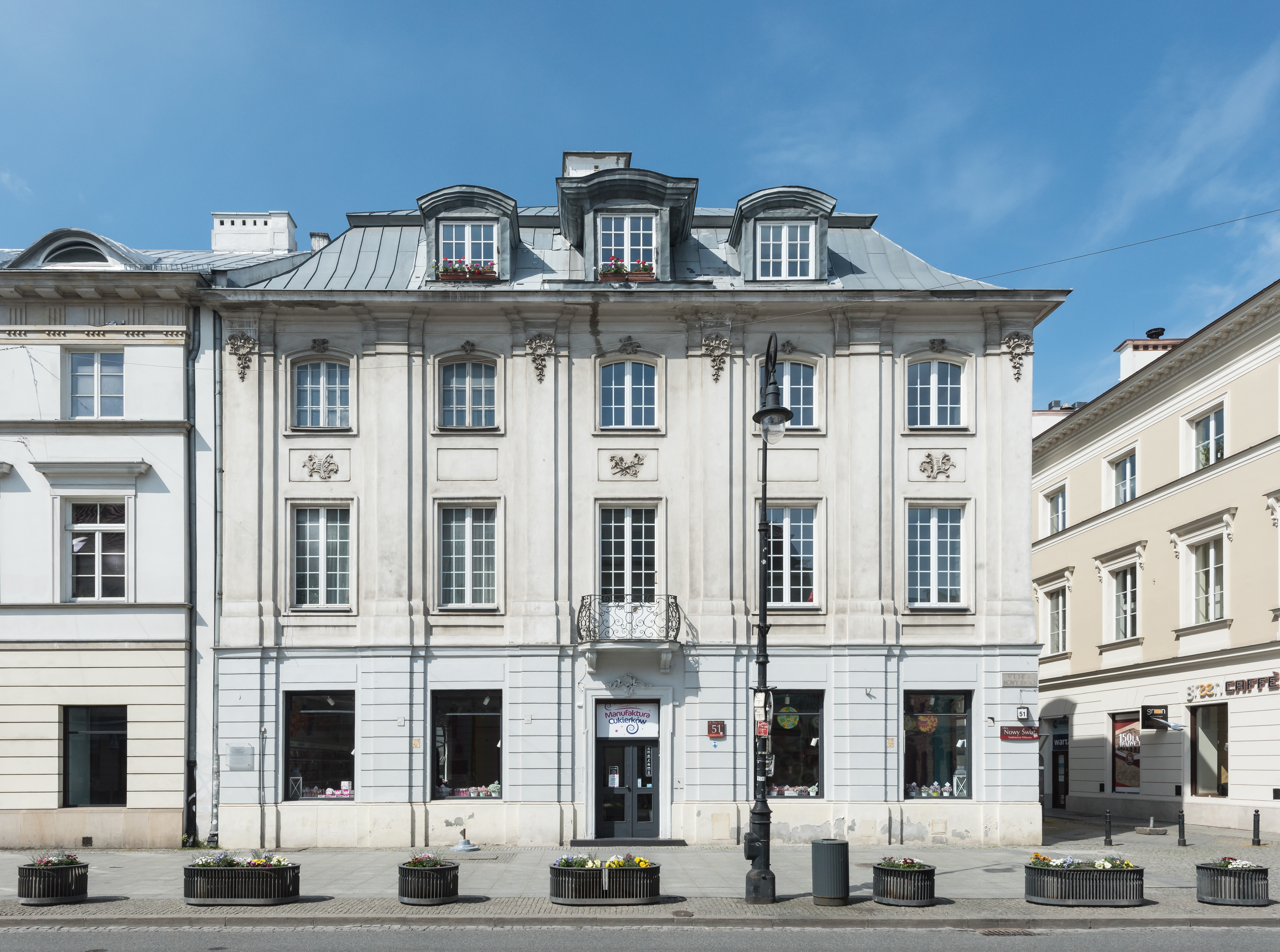
Palais Sanguszko in Warschau
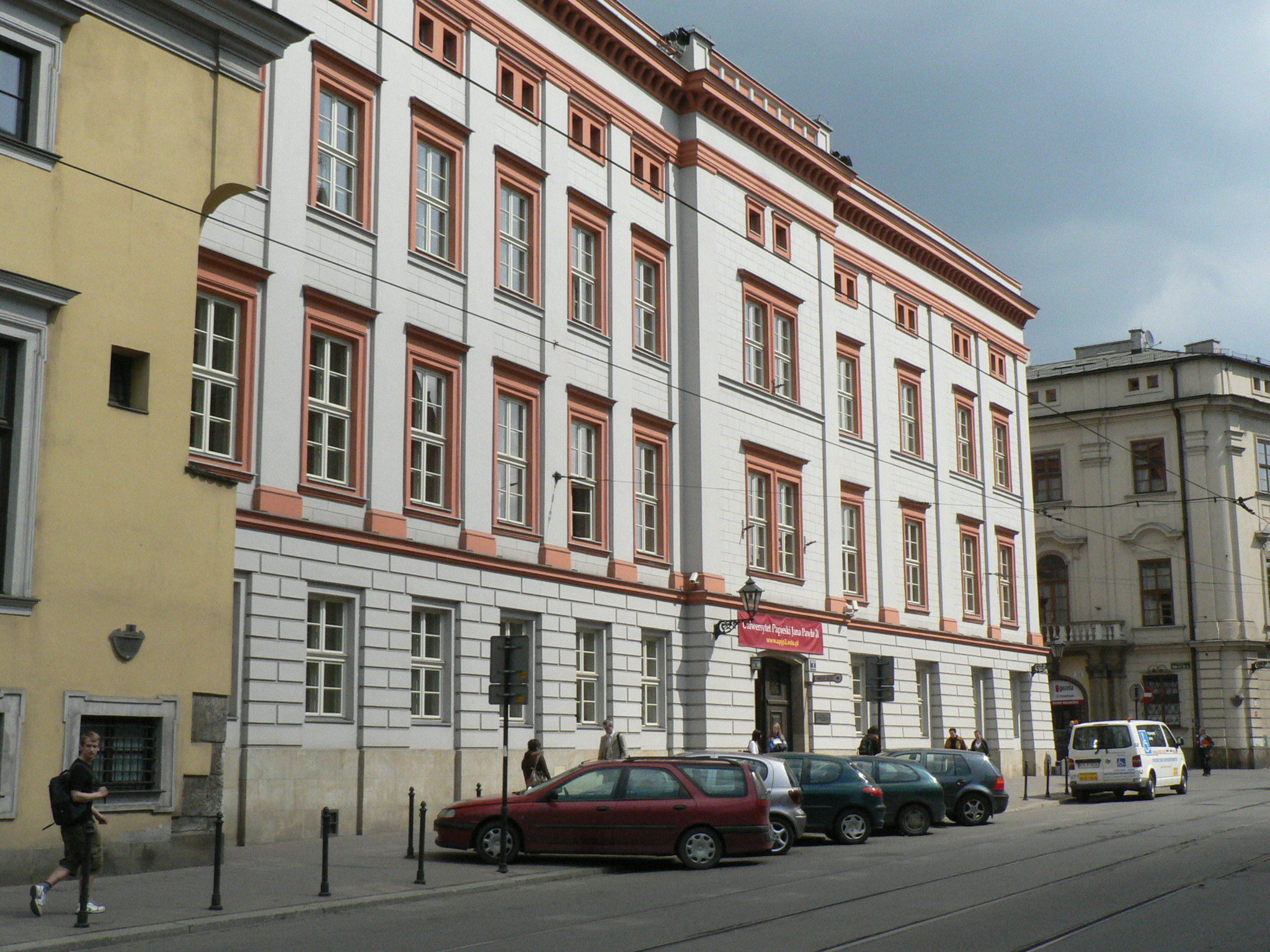
Palais Sanguszko in Krakau
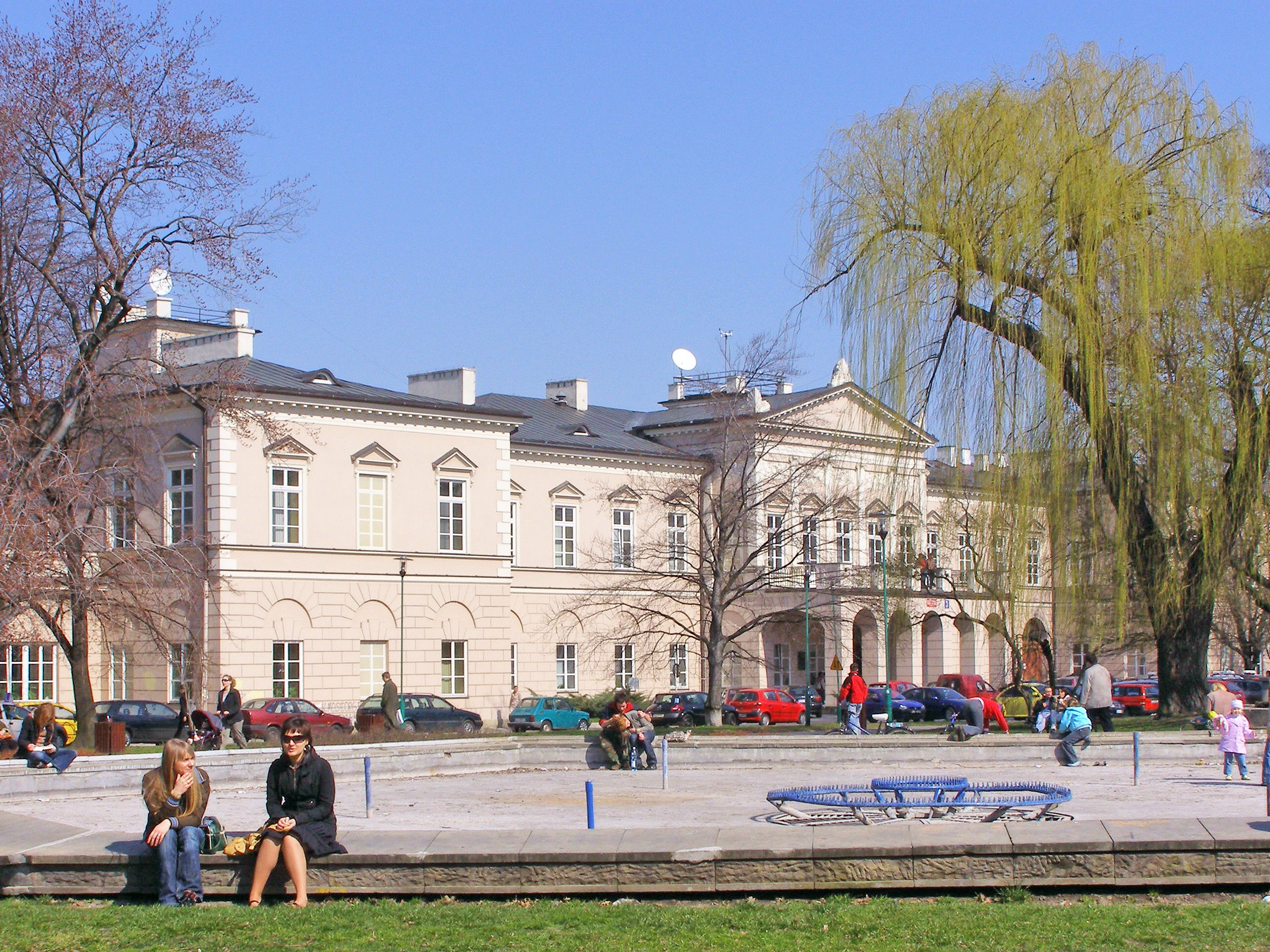
Palais Lubomirski in Lublin
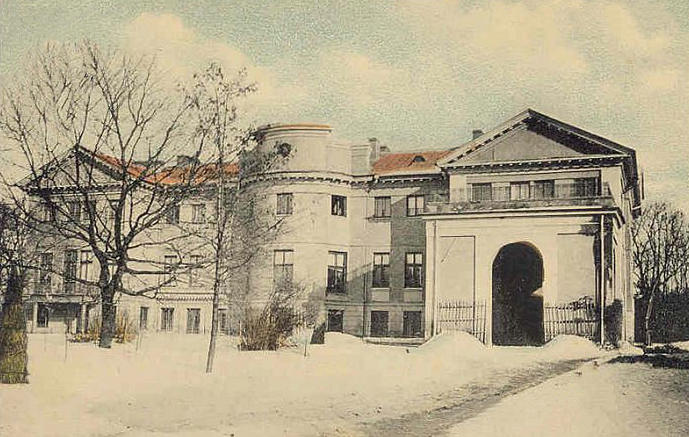
Schloss Sławuta

## Angehörige des Geschlechts
- Roman Sanguszko (1537–1571), litauischer Fürst, Feldherr (Feldhetman der litauischen Krone) und Staatsbeamter (Wojewode, Starost);
- Paweł Karol Sanguszko (1680–1750), “Großmarschall Litauens” (polnisch marszałek wielki litewski)
- Barbara Ursula Sanguszkowa (1718–1791), Dichterin, Übersetzerin (und dritte Ehefrau von Paweł Sanguszko)
- Eustachy von Sanguszko-Lubartowicz (1842–1903), Träger des Goldenen Vlies